# Rivière Mackenzie (Queensland)
Ne doit pas être confondu avec Rivière McKenzie (homonymie).
Pour les articles homonymes, voir Mackenzie.
La rivière Mackenzie est un affluent saisonnier du Fitzroy, dans le Queensland. Elle est formée de la réunion des rivières Comet (en) et Nogoa (en) qui coulent depuis le massif de l'Expedition (en).

## Histoire
La rivière a été visitée en 1844 par Ludwig Leichhardt, un explorateur allemand qui a exploré une grande partie du Queensland.

## Géographie
Les principaux affluents de la rivière Mackenzie sont la rivière Isaac, la rivière Connors et le Funnel Creek.